# Ernst Sigismund Mirbt

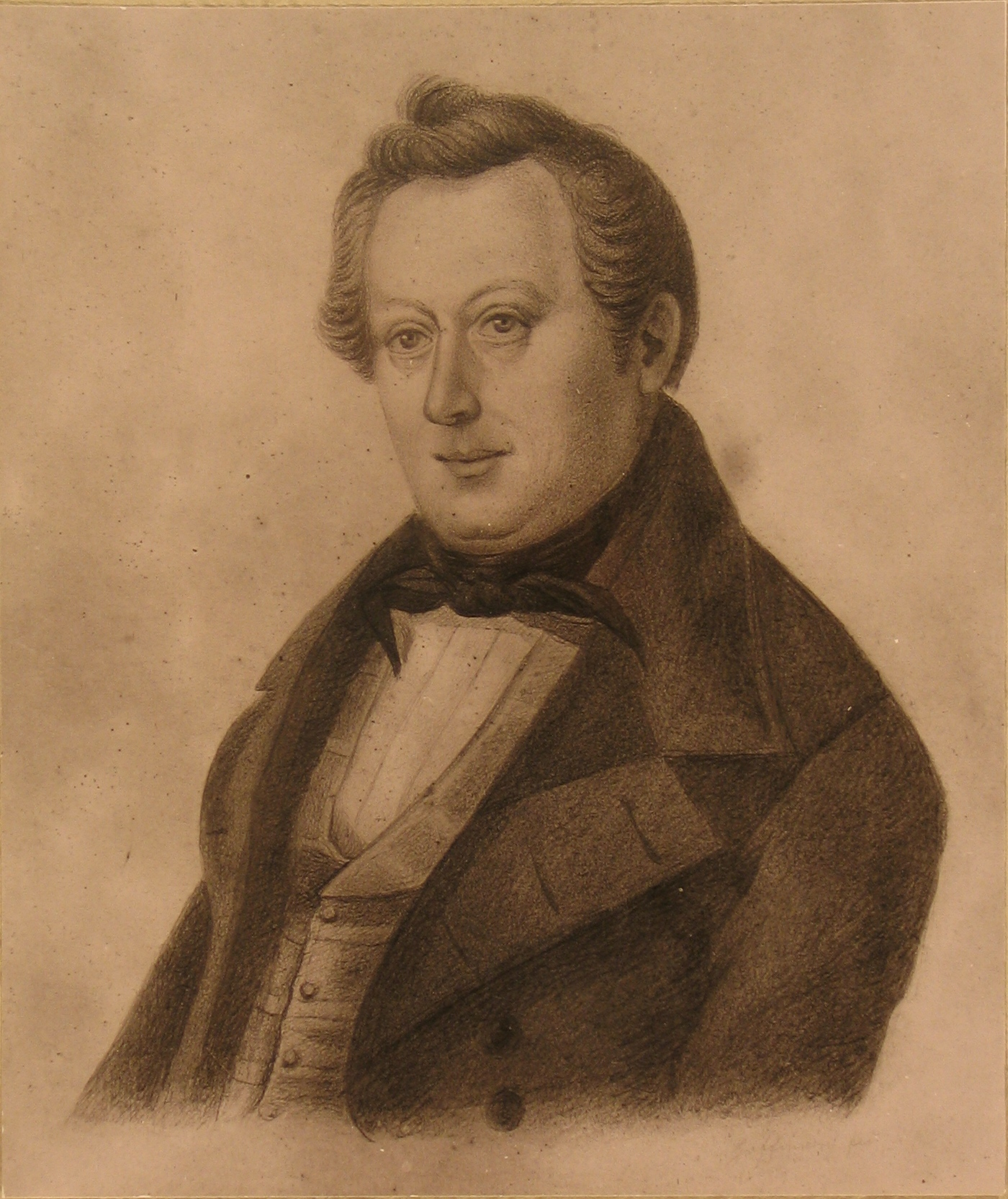
Ernst Sigismund Mirbt

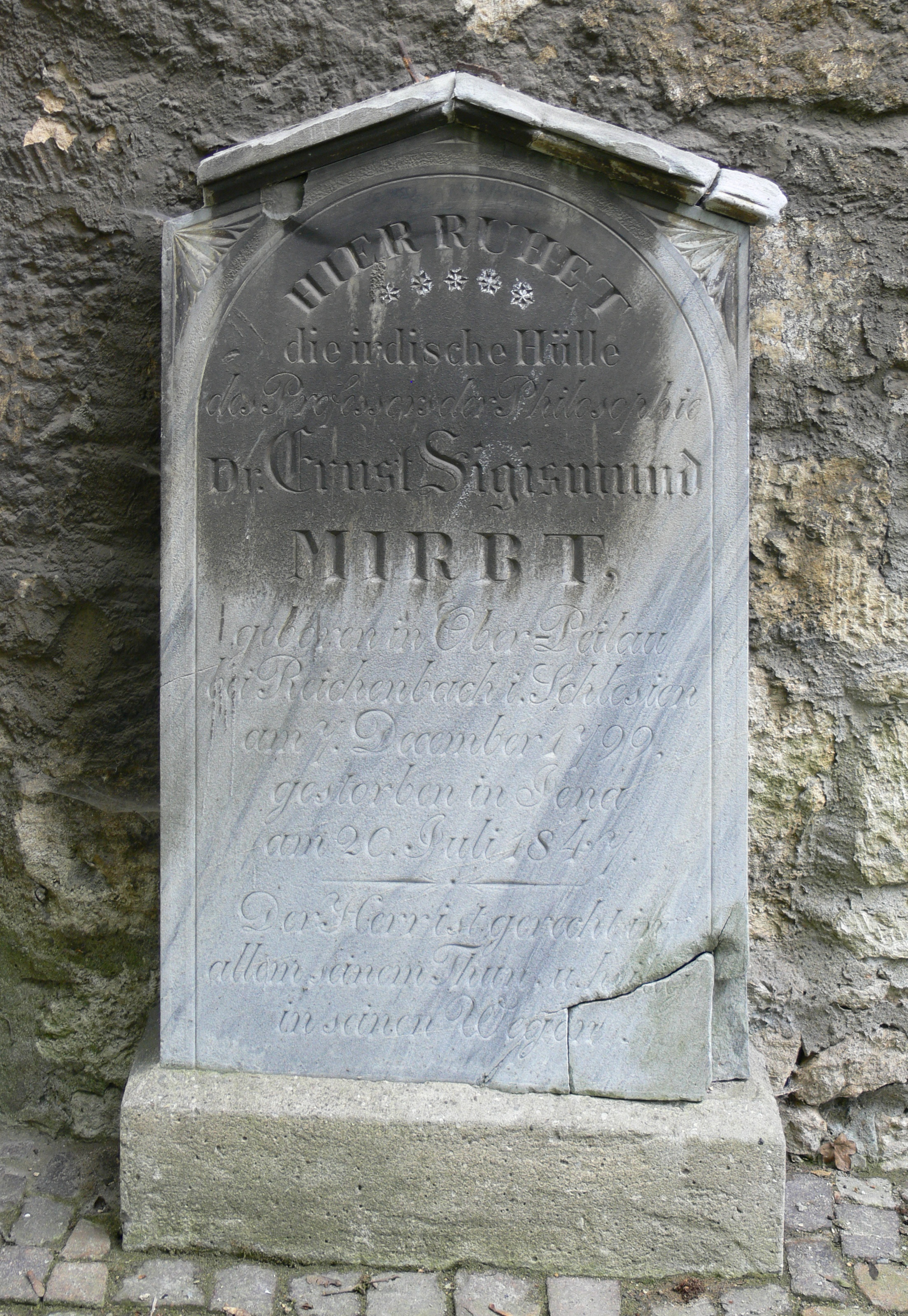
Mirbts Grabmal auf dem Johannisfriedhof in Jena

Ernst Sigismund Mirbt (* 7. Dezember 1799 in Peilau, Niederschlesien; † 20. Juli 1847 bei Jena) war ein deutscher Philosoph.
Mirbt war Professor der Philosophie in Jena. Er gehörte zur Schule des Jakob Friedrich Fries.
Der Theologe Carl Mirbt ist der Sohn seines Halbbruders Theodor Mirbt.
Mirbt war Sohn des Weberei- und Kattundruckereibesitzers Johann Gottlieb Mirbt in Peilau und der Johanne Renate Schmutzler aus Ernsdorf. Er besuchte das Pädagogium und Seminar der Brüdergemeinde, studierte in Bonn und Göttingen und übte zunächst den Lehrerberuf an der Schule aus, die er selbst als Schüler durchlaufen hatte. Finanzielle Unabhängigkeit durch ein Erbe nach dem Tod der Mutter im Jahre 1825 ermöglichte ab 1826 das Studium an der Universität Jena, wo er 1832 Privatdozent und 1836 außerordentlicher Professor wurde. Er ertrank am Morgen des 20. Juli 1847 in der Saale und wurde auf dem Johannisfriedhof in Jena begraben.

## Werke
- Was heisst Philosophiren und was ist Philosophie? Sieben einleitende Vorlesungen. Jena 1839. Online bei Google Books.
- Kant’s Philosophie; Beiträge zur Geschichte des Ursprungs und der Fortbildung der neueren deutschen Philosophie. Jena: F. Mauke, 1851 (Neue Ausg. von: Kant und seine Nachfolger. Jena: C. Hochhausen, 1841).